# Coupe d'Europe de beach soccer 2004
Navigation
2003 2005
L'Euro Beach Soccer Cup 2004 est la sixième édition de cette compétition regroupant les huit meilleurs nations de beach soccer d'Europe. Elle se déroule à Lisbonne (Portugal) du 27 au 29 juin.
Pour la troisième fois en 6 éditions, le podium est composé du Portugal, de l'Espagne et de l'Italie dans cet ordre. Les portugais remportent pour la cinquième fois le trophée, le quatrième de suite et le premier à domicile.

## Nations participantes
- Angleterre

- Belgique

- Espagne

- France

- Italie

- Norvège

- Portugal

- Suisse

## Déroulement
Huit équipes participent au tournoi qui se joue à élimination directe et commence aux quarts de finale avec des matchs de classement.

## Tournoi

### Quarts de finale
| Date    | Équipe 1 | Résultat    | Équipe 2   |
| ------- | -------- | ----------- | ---------- |
| 27 juin | France   | 8 - 4       | Belgique   |
| 27 juin | Espagne  | 7 - 2       | Angleterre |
| 27 juin | Italie   | 6 - 5 (a.p) | Suisse     |
| 27 juin | Norvège  | 3 - 14      | Portugal   |

### Demi-finale
| Date    | Équipe 1 | Résultat | Équipe 2 |
| ------- | -------- | -------- | -------- |
| 28 juin | Portugal | 12 - 7   | France   |
| 28 juin | Espagne  | 11 - 3   | Italie   |

### 5eà la8eplace
| Tour        | Équipe 1   | Résultat | Équipe 2 |
| ----------- | ---------- | -------- | -------- |
| Demi-finale | Norvège    | 10 - 9   | Belgique |
| Demi-finale | Angleterre | 2 - 1    | Suisse   |
| 7e place    | Belgique   | 5 - 4    | Suisse   |
| 5e place    | Angleterre | 4 - 3    | Norvège  |

### 3eplace
| 29 juin 2004 | Italie | 9 - 9 (t.a.b) | France |  |  |
|              |        |               |        |  |  |

### Finale
| 29 juin 2004 | Portugal | 8 - 3 | Espagne |  |  |
|              |          |       |         |  |  |

## Classement final
| Place | Équipe     |
| ----- | ---------- |
| 1     | Portugal   |
| 2     | Espagne    |
| 3     | Italie     |
| 4     | France     |
| 5     | Angleterre |
| 6     | Norvège    |
| 7     | Belgique   |
| 8     | Suisse     |

## Récompenses individuelles
Trophées individuels décernés à la fin de la compétition :
- Meilleur joueur :  Madjer
- Meilleur buteur :  Madjer
- Meilleur gardien :  Joao Carlos